# ケリダム酸
ケリダム酸（英語、Chelidamic acid）とは、4-ヒドロキシピリジン-2,6-ジカルボン酸（英語、4-hydroxypyridine-2,6-dicarboxylic acid）のことである。ただし、互変異性体を持つ。

## 構造と性質
ケリダム酸の分子式はC7H5NO5で

ケリダム酸の互変異性。

、モル質量は183.1183 (g/mol)である

。
ケリダム酸は、6員環であるピリジンの窒素の両隣の炭素の水素がカルボキシ基にそれぞれ置換され、窒素から一番遠い炭素の水素がヒドロキシ基に置換された構造をしている。ただし、分子中のヒドロキシ基がケトンに変わり、外れた水素が窒素原子に移動してアミンに変わるという互変異性も起こし、両者は平衡状態にある

。
その構造から明らかなように、前者の構造は芳香族であるのに対して、後者の構造は芳香族ではない。
ケリダム酸は常温常圧で固体である。極性基が多いことからも明らかなように、ケリダム酸は水に溶解する。また、248 ℃に加熱するとカルボキシ基が脱炭酸するという形で分解する

。

## 製法

ケリダム酸の合成法。

ケリダム酸は、4-ピロン-2,6-ジカルボン酸（別名、ケリドン酸）をアンモニアと共に加熱することによって合成できる

。